# Abell 2744
Abell 2744, soprannominato Ammasso di Pandora, è un gigantesco ammasso di galassie derivante dalla simultanea convergenza di almeno quattro singoli ammassi più piccoli avvenuta nell'arco di circa 350 milioni di anni. È un ammasso del tipo III secondo la classificazione di Bautz-Morgan.
Le galassie dell'ammasso costituiscono tuttavia meno del 5 per cento di tutta la massa totale di Abell 2744. 
Il gas (che rappresenta circa il 20 per cento), è così caldo che risplende solo nella banda dei raggi X.
La materia oscura costituisce circa il 75 per cento della massa di Abell 2744. 
È rilevabile anche la presenza di un alone di emissione di onde radio, in analogia con altri ammassi Abell.
È presente un imponente alone centrale unitamente ad una estesa coda che potrebbe essere il residuo di una radiazione fossile oppure un'estensione dello stesso alone centrale.
Il soprannome Ammasso di Pandora è legato al fatto che si osservano fenomeni così strani e vari innescati dalla collisione degli ammassi come quelli generati dall'apertura del mitico Vaso di Pandora.
Il cluster di galassie Abell 2744 fa parte del ciclo di studi "Early Release Science" (ERS) che caratterizzerà le prime osservazioni a tempo dedicato del telescopio Webb ed è stato sfruttato come lente gravitazionale dal medesimo telescopio per osservare un protoammasso di galassie considerato il più lontano mai rilevato al momento della scoperta.

## Galleria d'immagini

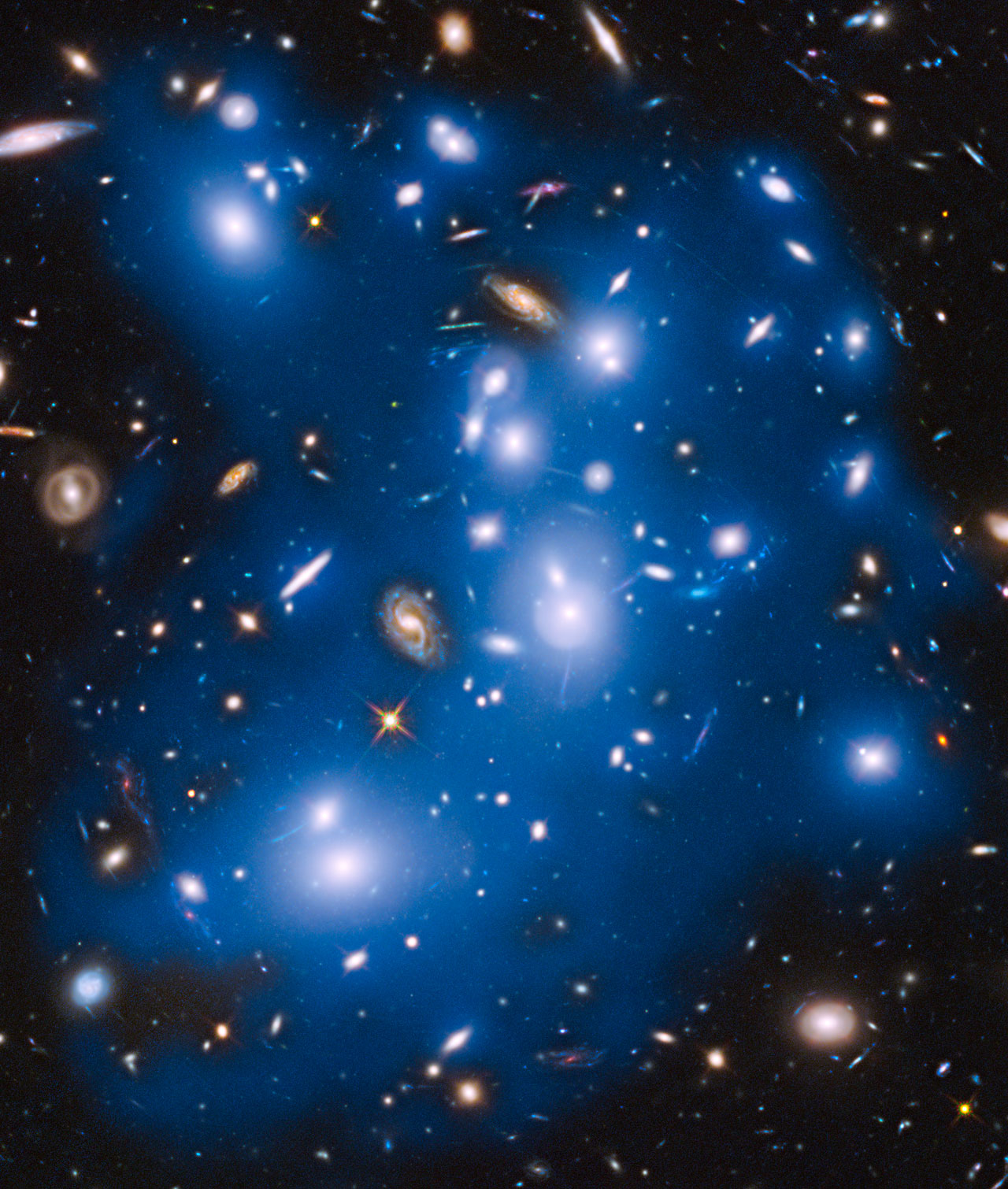
Abell 2744 - Le galassie appartenenti all'ammasso sono quelle colorate di blu[6].
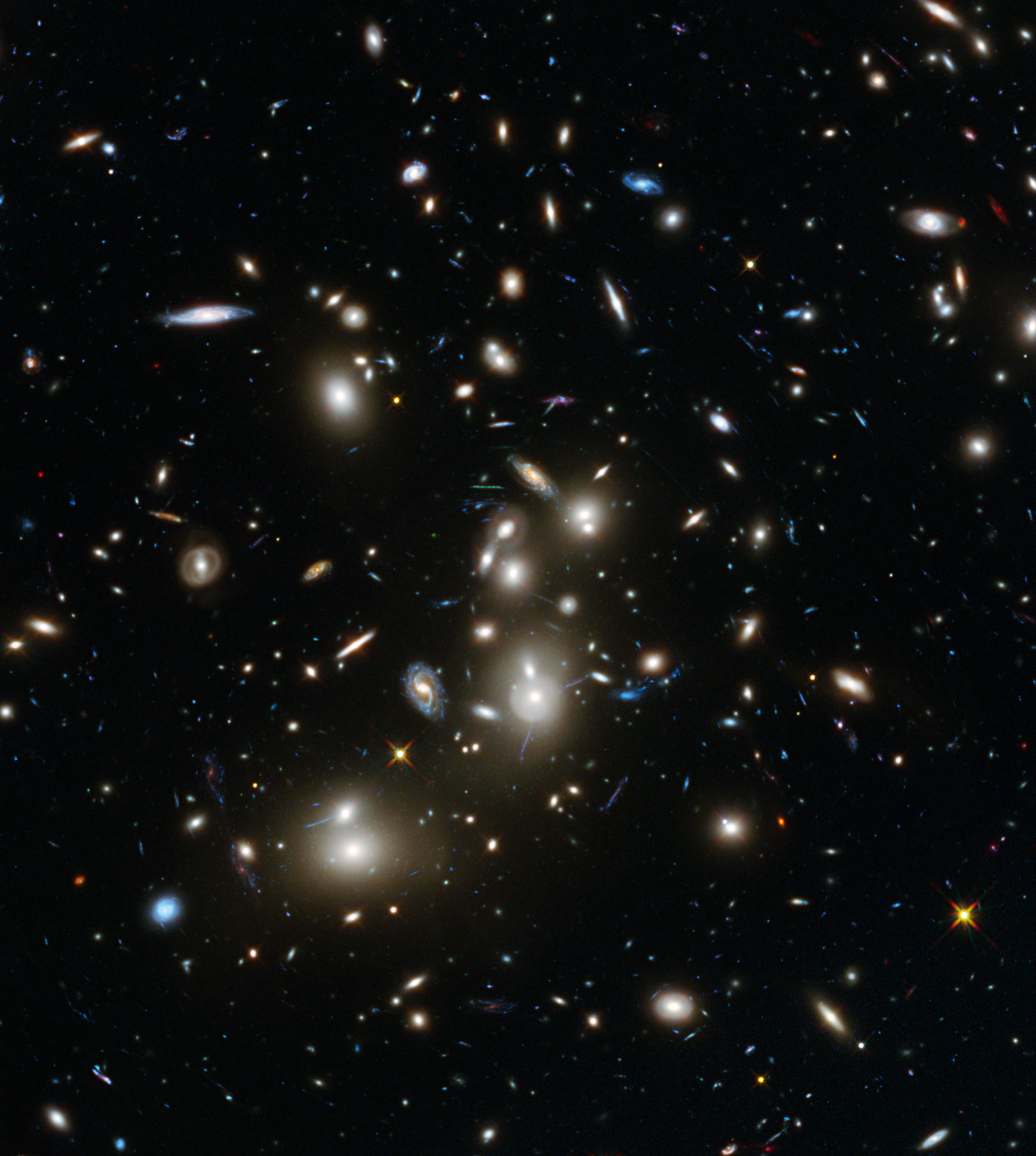
Abell 2744 ripreso dal Telescopio spaziale Hubble[7].
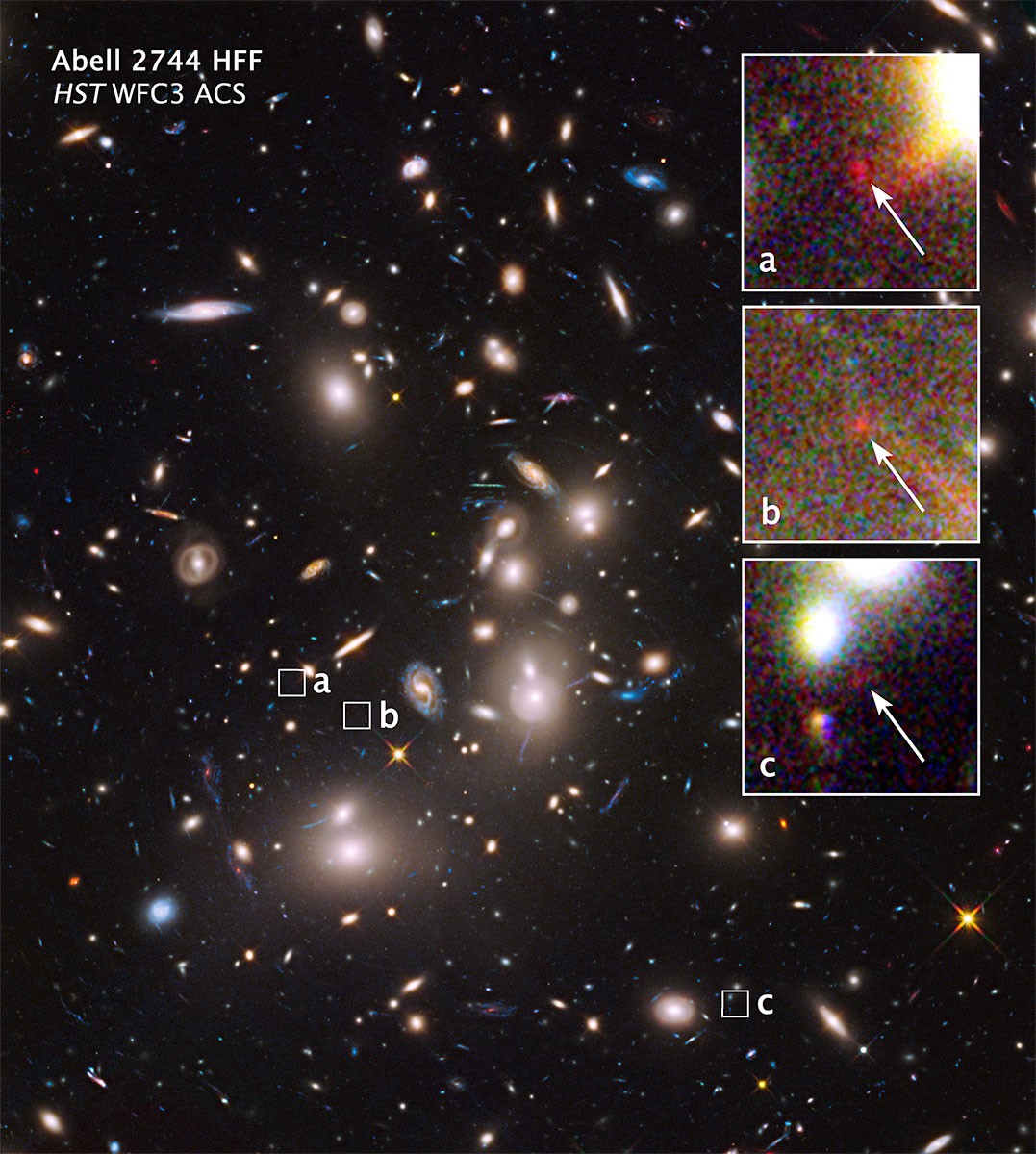
Abell 2744 permette di rilevare galassie distanti grazie all'effetto di lente gravitazionale[8].